# الهذيل بن زفر
الهذيل بن زفر بن الحارث الكلابي، من الرؤساء الشجعان الفصحاء في العصر الأموي.

## نسبه
هو الهذيل بن زفر بن الحارث بن عبد عمرو بن معاذ بن يزيد بن عمرو بن الصعق بن خليد بن نفيل بن عمر بن كلاب بن ربيعة بن عامر بن صعصعة بن معاوية بن بكر بن هوازن بن منصور بن عكرمة بن خصفة بن قيس عيلان بن مضر بن نزار بن معد بن عدنان.

## نبذه
دخل على يزيد بن المهلب يستعين به على ديات تحملها عن بعض الناس، فقال: «أصلحك الله، إنه قد عظم شأنك وارتفع قدرك أن يُستعان بك أو يُستعان عليك! ولست تفعل شيءاً من المعروف إلا وأنت أكبر منه، وليس العجب من أن تفعل ولكن العجب من أن لا تفعل»، قال يزيد: «حاجتك» فذكرها، فأمر له بها، وزادها مئة ألف درهم، فقال: «أما الحمالات (وهي الديات التي سيؤديها عن أشخاص لآخرين) فقد قبلتها، وأما المال فليس هذا موضعه»

ثم كان مع زفر بن الحارث الكلابي أبيه، أيام قيامه في الجزيرة الفراتية، في عهد مروان بن الحكم، ومات أبوه نحو سنة 75هــ فعاد إلى ولائه لبني مروان، ولما بايع أهل البصرة ليزيد بن المهلب، وانتفض بهم على المروانيين سنة 101هـ أبان خلافة يزيد بن عبد الملك، وحاربته جيوش الشام، كان الهذيل مع قائدها مسلمة بن عبد الملك، وكان على مسيرته في معركة العقر التي قُتل بها يزيد بن المهلب. قال بن حزم: «والهذيل هو قاتل يزيد بن المهلب يوم العقر، وقد قيل غير ذلك». وأورد ابن الأثير خبر مقتل يزيد، وأن الذي قتله هو القحل بن عياش الكلبي، ثم قال: «وقيل بل قتله الهذيل بن زفر، ولم ينزل يأخذ رأسه أنفة منه!».